# Michael Willcox Perrin

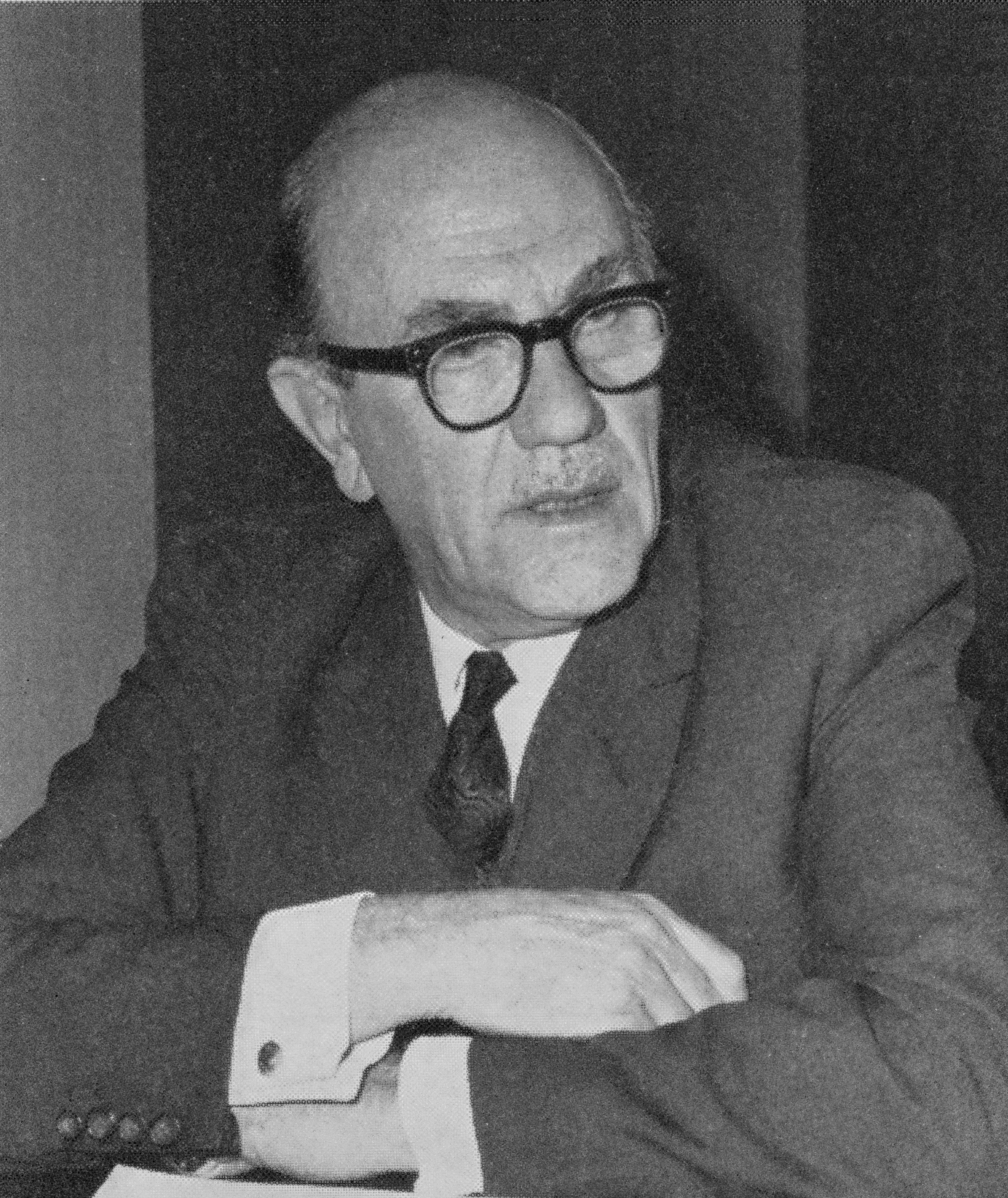
Sir Michael Perrin, 1971

Sir Michael Willcox Perrin (* 13. September 1905 in Victoria (British Columbia); † 18. August 1988) war ein britischer Chemiker, der die erste praktische industriell umgesetzte Methode zur Herstellung von Polyethylen entwickelte.
Perrin hatte britische Eltern (sein Vater war der anglikanische Bischof William Willcox Perrin (1848–1934)) und kam 1911 mit diesen von Kanada nach England. Er besuchte das Winchester College und studierte Chemie an der Universität Oxford (New College) und der University of Toronto. Ab 1929 war er bei Imperial Chemical Industries (ICI), wo er eine Arbeitsgruppe zur Hochdruck-Polymerisation leitete und Ende 1935 die erste praktische industrielle Methode zur Herstellung von Polyethylen entwickelte, die 1936 patentiert wurde. Perrin erkannte, dass geringe Mengen Sauerstoff nötig waren und die bei der Polymerisation entstandene Wärme abgeführt werden musste. Anfangs produzierte er nur einige Gramm. 1939 wurde erstmals in größerem Umfang (25 Kilogramm in einem 50 Liter fassenden Reaktor) Polyethylen produziert. Polyethylen wurde 1933 bei ICI von Reginald Oswald Gibson und Eric Fawcett durch Zufall entdeckt, die Reproduktion der Versuche bereitete aber Schwierigkeiten und Gibson und Fawcett wandten sich anderen Gebieten zu (man sah damals auch kaum Anwendungsmöglichkeiten für den neuen Kunststoff). Es dauerte noch einige Jahre, bis durch Perrin reproduzierbare, sichere Produktionsbedingungen erreicht wurden. Zwischenzeitlich war das Interesse daran bei ICI geschwunden und Perrin fand die Produktionsmethode im Rahmen eines Grundlagenforschungsprojekts bei ICI zu organischen Reaktionen unter hohen Drucken. Kurz zuvor war er bei Antonius M. J. F. Michels in Amsterdam gewesen, mit dem ICI bei Hochdruck-Chemie zusammenarbeitete. Die Entwicklung von Polyethylen wurde zu Beginn des Zweiten Weltkriegs geheim gehalten, da es zum Beispiel als Isolator für Hochfrequenzkabel in der Radartechnik benutzt wurde und den Alliierten einen entscheidenden Vorteil verschaffte (ein anderer Chemiker bei ICI fand die Ähnlichkeit zu dem bei Überseekabeln verwendeten Guttapercha). Die Massenproduktion nach dem Zweiten Weltkrieg (wo es zum Beispiel in den damals beliebten Hula-Hoop-Reifen Verwendung fand) wurde durch Ziegler-Natta Katalysatoren ermöglicht (Karl Ziegler 1953), die die Produktion unter erheblich weniger extremen Bedingungen erlaubte, sowie durch Verwendung von Rohstoffen für die Herstellung des Ethylens aus der Ölraffination statt aus Alkohol wie noch bei ICI in den 1930er Jahren.
Er wurde Assistent des Forschungsdirektors von ICI Wallace Akers. Mit Akers war er im Zweiten Weltkrieg in führender Position im britischen Atombombenprogramm (MAUD-Kommission, Tube Alloy Project). 1942 besuchte er in dieser Aufgabe die Vereinigten Staaten und überzeugte mit anderen nach der Rückkehr die britische Regierung, mit den Amerikanern zusammenzuarbeiten. Perrin war Koordinator dieser Zusammenarbeit. Dabei war er auch verantwortlich für die Auswertung von Geheimdienstinformationen zum deutschen Atombombenprojekt und stand hinter den Bestrebungen, die Herstellung von schwerem Wasser in Norwegen zu unterbinden. Am Ende des Krieges sorgte er für die Sicherstellung der beteiligten deutschen Physiker wie Werner Heisenberg und deren Internierung in Farm Hall. Nach dem Krieg unterstützte er den beim Versorgungsministerium zuständigen Lord Charles Portal im Ausbau und der Kontrolle der zivilen und militärischen britischen Atomenergie (ab 1946 Deputy Controller der Atomic Energy Authority). 1950 beaufsichtigte er die Handhabung der Spionageaffäre von Klaus Fuchs, den er persönlich verhörte (Fuchs hatte sich geweigert mit einem Verhöroffizier zu reden, der nicht die höchste Geheimhaltungsfreigabe hatte). Er war aber unzufrieden darüber, dass die Atomenergie in Großbritannien nicht in die Hände der Industrie übergeben wurde.
1951 wechselte er wieder in die Industrie zu ICI und war ab 1953 Vorsitzender der Wellcome Foundation. 1970 ging er in den Ruhestand. Er war auch in den Vorständen von Hospitälern und Museen sowie der Roedean School.
In Anerkennung seiner Leistungen in der Nuklearforschung wurde er zunächst als Officer und später als Commander des Order of the British Empire ausgezeichnet und schließlich 1967 als Knight Bachelor („Sir“) geadelt. Er liegt in Hampstead begraben.